# پراتاه

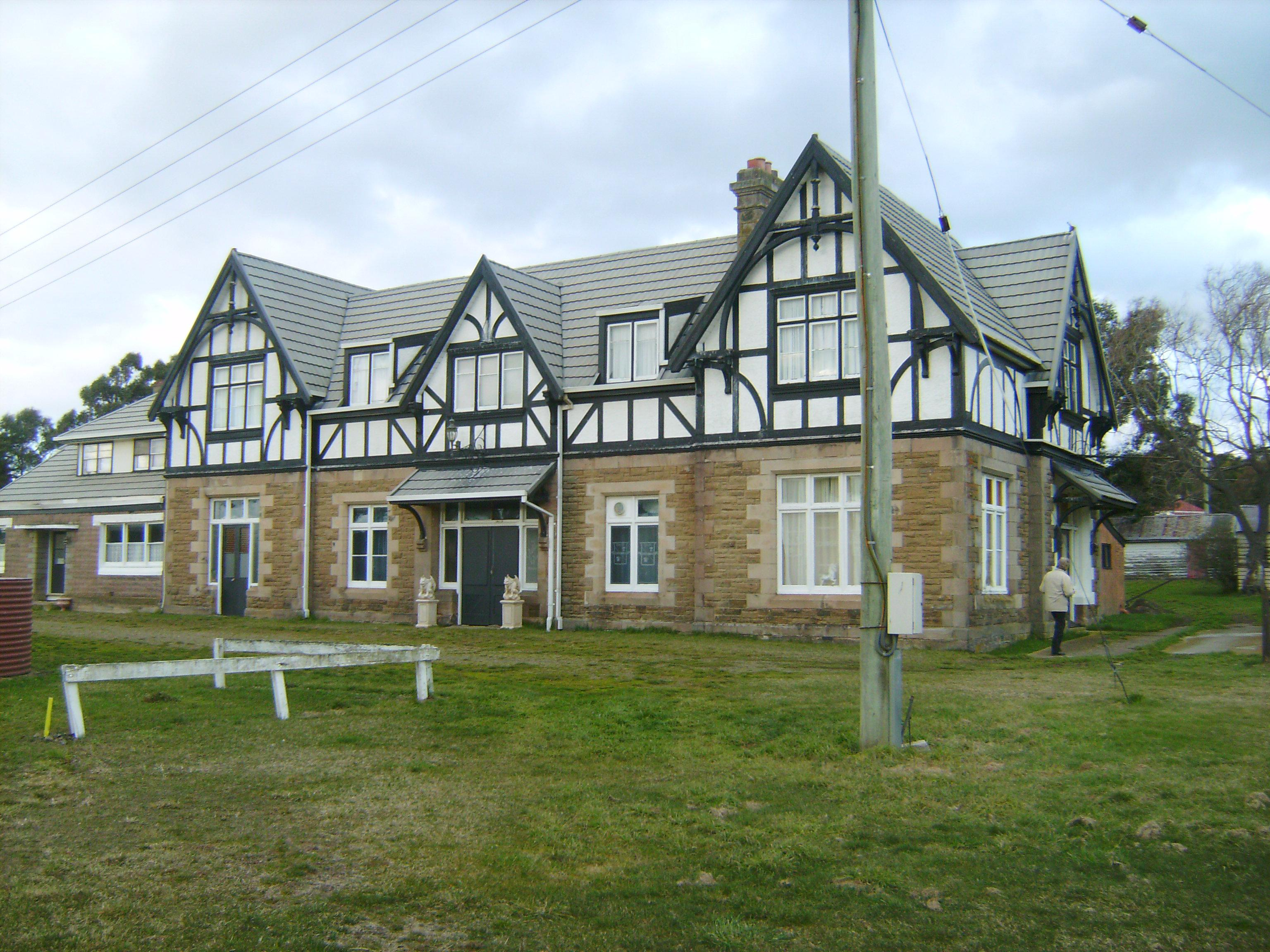
پراتاه

پراتاه (به انگلیسی: Parattah) یک منطقهٔ مسکونی در استرالیا است که در Southern Midlands Council واقع شده‌است.